# كريستيان مولينارو
كريستيان مولينارو (بالإيطالية: Cristian Molinaro)‏ لاعب كرة قدم إيطالي يلعب حاليا لصالح نادي شتوتغارت الألماني في دوري الألماني الدرجة الأولى منذ 2009/2010 علي سبيل الإعارة من نادي يوفنتوس الإيطالي ومركزه الظهير الأيسر. .

## روابط خارجية
- كريستيان مولينارو على موقع قاعدة بيانات كرة القدم.إي يو (الإنجليزية)
- كريستيان مولينارو على موقع بيانات كرة القدم. دي إي (الألمانية)
- كريستيان مولينارو على موقع ناشيونال فوتبول تيمز (الإنجليزية)
- كريستيان مولينارو على موقع Soccerway.com (الإنجليزية)
- كريستيان مولينارو على موقع عالم كرة القدم.نت (الإنجليزية)
- كريستيان مولينارو على موقع كووورة
- كريستيان مولينارو على موقع AS.com (الإسبانية)